# Cyril Arnstam
 (janvier 2022).
La mise en forme du texte ne suit pas les recommandations de Wikipédia : il faut le « wikifier ».
Les points d'amélioration suivants sont les cas les plus fréquents :
- Les titres sont pré-formatés par le logiciel. Ils ne sont ni en capitales, ni en gras.
- Le texte ne doit pas être écrit en capitales (les noms de famille non plus), ni en gras, ni en italique, ni en « petit »…
- Le gras n'est utilisé que pour surligner le titre de l'article dans l'introduction, une seule fois.
- L'italique est rarement utilisé : mots en langue étrangère, titres d'œuvres, noms de bateaux, etc.
- Les citations ne sont pas en italique mais en corps de texte normal. Elles sont entourées par des guillemets français : « et ».
- Les listes à puces sont à éviter, des paragraphes rédigés étant largement préférés. Les tableaux sont à réserver à la présentation de données structurées (résultats, etc.).
- Les appels de note de bas de page (petits chiffres en exposant, introduits par l'outil «  Source ») sont à placer entre la fin de phrase et le point final[comme ça].
- Les liens internes (vers d'autres articles de Wikipédia) sont à choisir avec parcimonie. Créez des liens vers des articles approfondissant le sujet. Les termes génériques sans rapport avec le sujet sont à éviter, ainsi que les répétitions de liens vers un même terme.
- Les liens externes sont à placer uniquement dans une section « Liens externes », à la fin de l'article. Ces liens sont à choisir avec parcimonie suivant les règles définies. Si un lien sert de source à l'article, son insertion dans le texte est à faire par les notes de bas de page.
- La présentation des références doit suivre les conventions bibliographiques. Il est recommandé d'utiliser les modèles {{Ouvrage}}, {{Chapitre}}, {{Article}}, {{Lien web}} et/ou {{Bibliographie}}. Le mode d'édition visuel peut mettre en forme automatiquement les références.
- Insérer une infobox (cadre d'informations à droite) n'est pas obligatoire pour parachever la mise en page.

Pour une aide détaillée, merci de consulter Aide:Wikification.
Si vous pensez que ces points ont été résolus, vous pouvez retirer ce bandeau et améliorer la mise en forme d'un autre article.
Cyril Arnstam, dit Cyril, né le 9 janvier 1919 à Petrograd et mort à Paris 16e le 22 avril 2020, est un artiste peintre et illustrateur français.

## Biographie
Cyril Arnstam est le fils de Aleksandr Arnshtam (de) (1880-1969) et le frère de l'illustrateur Igor Arnstam[réf. souhaitée].
En 1921, la famille Arnstam quitte la Russie et s'installe à Berlin, en Allemagne. À l'âge de 6 ans, Cyril Arnstam est déjà connu pour ses talents de dessinateur, et plusieurs journaux consacrent des articles à son talent précoce. Le séjour à Berlin marque l'artiste qui se nourrit de l'observation de la vie de la capitale allemande et de l'intelligentsia créative russe qui y vit. Les souvenirs de Cyril Arnstam, remplis de détails sur la vie des émigrés et sur l'évolution des réalités allemandes, se distinguent par une approche inhabituelle du phénomène du « Berlin russe ». Ils bâtiront une attitude respectueuse envers la culture et les traditions russes[pas clair].
Après 1933, Cyril Arnstam fuit Berlin en raison de la montée du nazisme et s'installe à Paris. Il y suit les cours de l'École nationale supérieure des arts appliqués, où il apprend l'art de la « lettre ».
C'est par l'entremise de son frère Igor que Cyril Arnstam débute dans l'affiche de cinéma et qu’il collabore avec les éditions Alsatia pour la collection Signe de Piste. En 1938, il est le chef d'orchestre de la campagne d'affichage de Katia, de Maurice Tourneur ; pour ce film, il conçoit les cinq affiches destinées à faire connaître le visage de Danielle Darrieux.
Pendant la Seconde Guerre mondiale, il est obligé de se cacher et cesse toute activité dans le monde du cinéma. Après l’arrestation de sa mère de confession juive, il s’engage dans la Résistance au sein du Réseau Goélette.
Après la Libération, il reprend son activité d'affichiste en dessinant notamment des affiches de films de Riccardo Freda, dont La Fille des marais en 1949, mais aussi de films français comme Olivia de Jacqueline Audry (1951). Cyril Arnstam travaille également pour la Columbia avec Sur les quais d'Elia Kazan en 1954. Après une longue parenthèse, il réalise à nouveau des affiches de cinéma au début des années 1980.
Dans les années 1950, il illustre à nouveau plusieurs livres sur le scoutisme dont des romans du Signe de Piste.
À partir des années 1970, Cyril Arnstam délaisse de plus en plus les affiches de cinéma pour l'illustration de livres (Léon Tolstoï, Émile Zola, Alexandre Dumas père, Guy de Maupassant, Henri Troyat). Il travaille également pour la revue Playboy, qui mêle images de charme et reportages sur l'actualité. Il travaille ensuite pour le magazine Le Monde de la musique, le mensuel Marie Claire et pour Paris Match.
En 1978, Cyril Arnstam part à New York, rencontre Jean-Paul Goude. L'ambiance new-yorkaise et la facilité avec laquelle les contacts se nouent le séduisent. Cependant, il se trouve trop âgé pour y commencer une nouvelle carrière. Il travaille un temps pour l'agence publicitaire de Jacques Séguéla et réalise plusieurs storyboards de films publicitaires (Lanvin, Crédit Agricole, Armani...).
Il réalise ses derniers tableaux en 2009, à l'âge de 90 ans.
En 2011, la médaille Mikhail Chekhov est remise à Cyril Arnstam pour son œuvre au profit du cinéma et du théâtre. La Russie accueille plusieurs expositions personnelles de l’artiste, notamment au Musée des Beaux-arts Pouchkine, à Moscou. Cyril Arnstam est donateur d’honneur de la Maison de l’étranger russe de Moscou. En 2019, à 100 ans, il reçoit le passeport russe.
Il meurt à 101 ans le 22 avril 2020 à Paris des suites du Covid-19.

## Œuvre
À travers ses illustrations, décorations, affiches cinématographiques et publicitaires, Cyril Arnstam a toujours su garder un style unique, facilement reconnaissable malgré son évolution au fil des époques.[non neutre]Ses œuvres les plus connues sont marquées par l’expressionnisme passé à travers le filtre de la décorativité pop et de l’ironie postmoderne. D’après l'historien d'art Mikhaïl Guerman, il arrive à trouver un analogue visuel exact d’une idée, d’une citation, d’une comparaison, en associant la réalité, le grotesque et la fantaisie.
Cyril Arnstam reconnait l’influence de plusieurs artistes peintres dont Edvard Munch, Pablo Picasso, Henri Matisse, Chaïm Soutine, Vassily Kandinsky, tout en se distanciant du modernisme.
Par ses dessins, Cyril Arnstam donnait des images de la vie érotique de Joseph Staline, d'Adolf Hitler, il représentait Jean-Paul Sartre sous forme d’une bouteille à cocktail Molotov laissant émaner une fumée explosive, et Mao Tsé-Toung comme une femme lesbienne. Si parfois les illustrations de Cyril Arnstam étaient tranchantes, audacieuses, elles prenaient pour Playboy, les formes de fantaisies érotiques.
Certaines illustrations peuvent être apparentées à l’univers « pop » des années 1960 et 1970.

### Affiches de cinéma
- 1937 : À Venise, une nuit, de Christian-Jaque
- 1938 : Katia, de Maurice Tourneur
- 1949 : Au royaume des cieux, de Julien Duvivier
- 1951 : La Fille des marais, d'Augusto Genina
- 1952 :
  - Acte d'accusation, de Giacomo Gentilomo
  - Son dernier Noël, de Jacques Daniel-Norman
- 1954 : 
  - Ouragan sur le Caine, d'Edward Dmytryk
  - Sur les quais, d'Elia Kazan
- 1977 : Un juge en danger, de Damiano Damiani
- 1981 : Eaux profondes, de Michel Deville